# Jenins
Pour l’article ayant un titre homophone, voir Jenin.

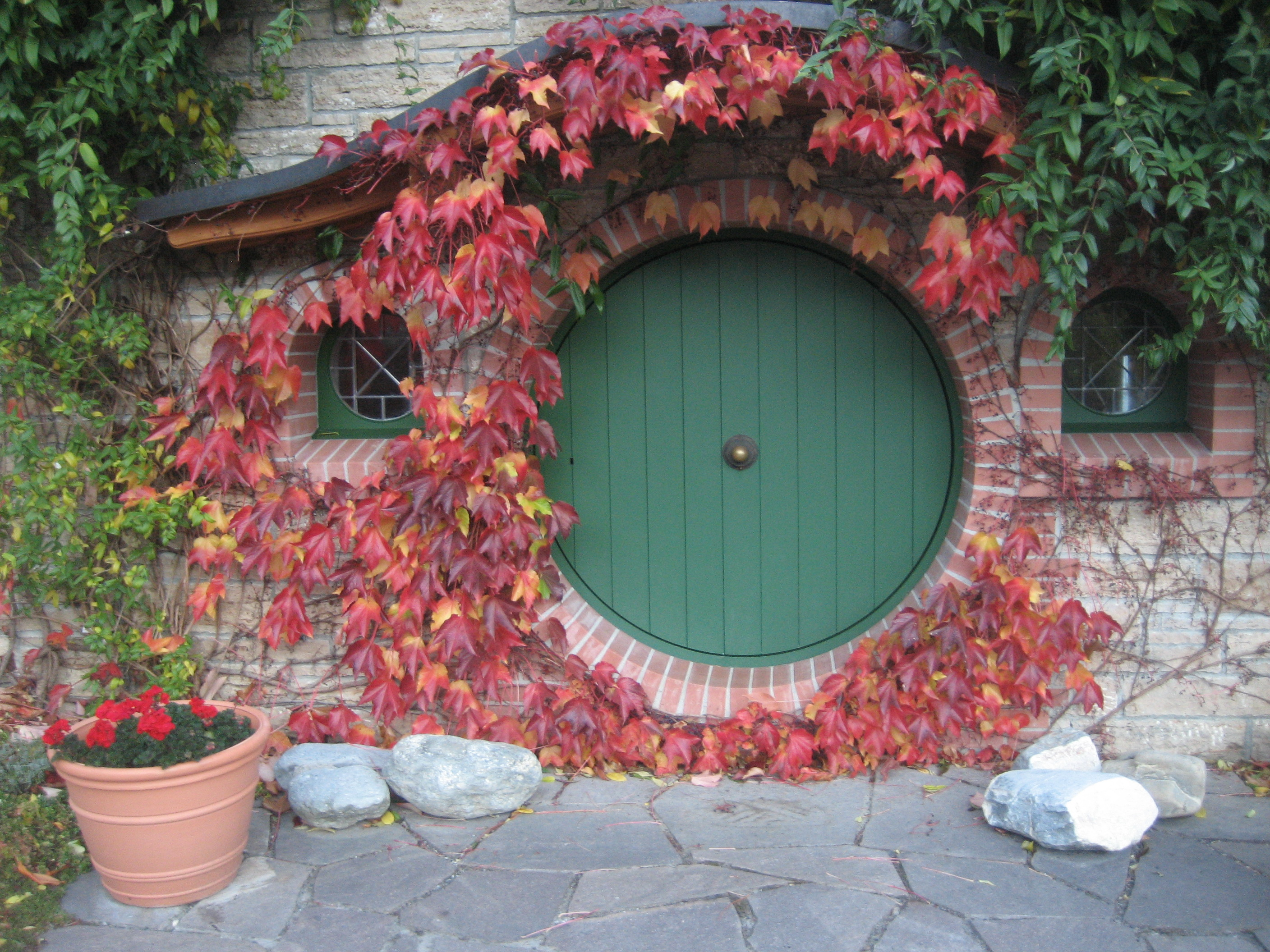
Maison Hobbit du Musée Greisinger

Vue aérienne (1954).

Jenins est une commune suisse du canton des Grisons, située dans la région de Landquart.

## Monuments
La commune compte sur son territoire le château de Neu-Aspermont, aujourd'hui en ruines, inscrit comme bien culturel d'importance nationale. On y trouve également le plus grand musée consacré à l'oeuvre de Tolkien, le musée Greisinger.